# Siedlungen der Zeche Niederberg

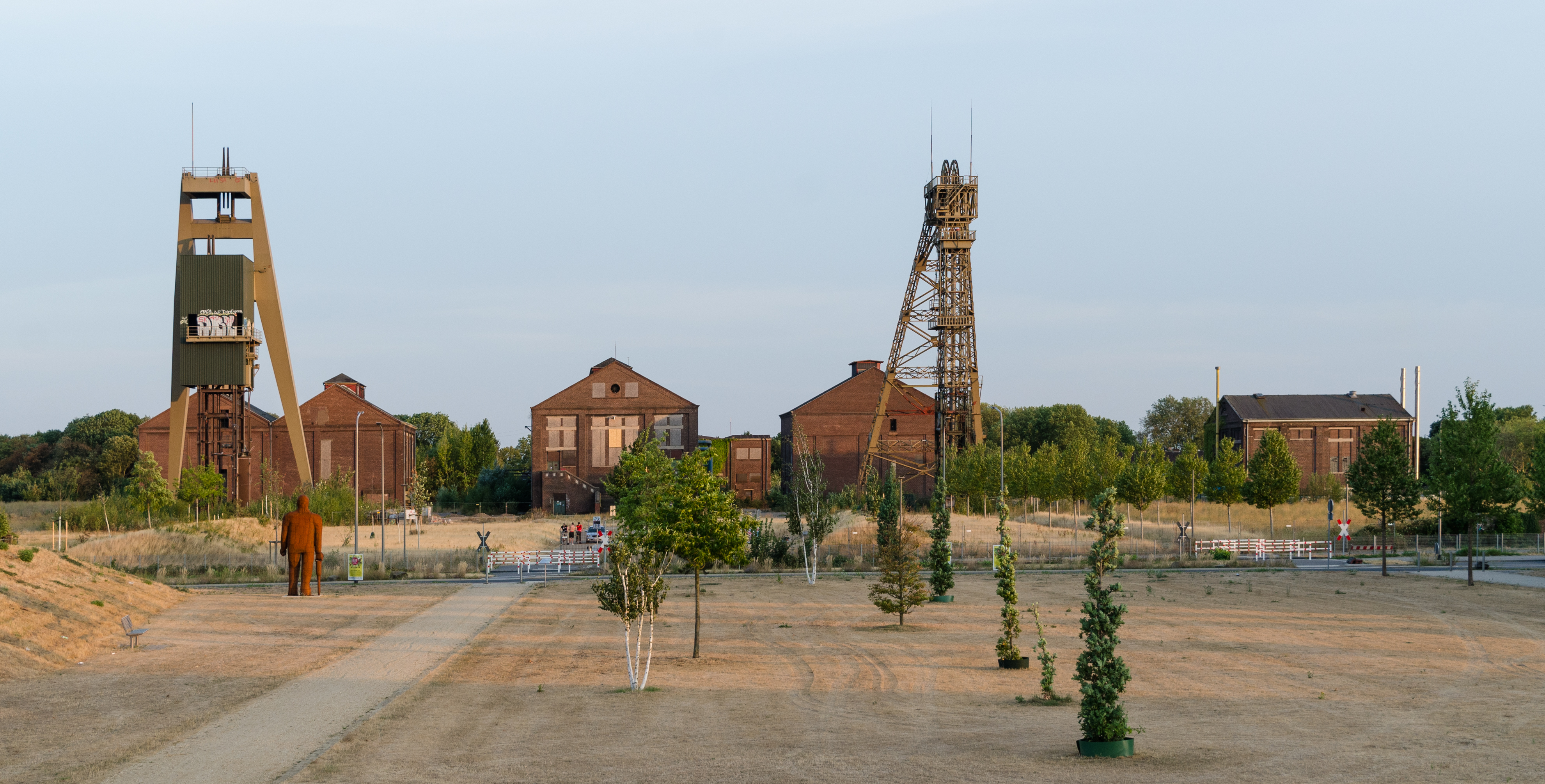
Erhaltene Übertagebauten der benachbarten Schachtanlage Niederberg 1/2

Die denkmalgeschützten Siedlungen der Zeche Niederberg liegen zwischen Neukirchen und Vluyn an der namensgebenden Zeche.
Die Zeche Niederberg nahm mit 1917 mit Schacht 1 die Förderung auf, Schacht 2 folgte 1921. Für die überwiegend aus Oberschlesien und Polen angeworbenen Bergarbeiter und ihre Familien wurde Wohnraum benötigt. Der Betreiber der Zeche, die Niederrheinische Bergwerksgesellschaft errichtete dazu zwei Zechenkolonien.
Die Lage der Siedlungen genau zwischen den Orten ließ diese zur Stadt Neukirchen-Vluyn zusammenwachsen.

## Alte Kolonie
Die Alte Kolonie (Koordinaten) entstand 1917 bis 1925 östlich der Zeche. Drei unterschiedliche Haustypen in eineinhalb- bis zweigeschossiger Bauweise wechseln sich ab. Sie wurden aus Ziegeln errichtet und weisen expressionistischen Schmuckelementen an Eingängen und Giebeln auf. zu jedem Haus gehörte ein Garten mit Stallungen zur Selbstversorgung. Am südlichen Ende der Siedlung liegen einige größer und schmucker ausgeführter Beamtenhäuser. Im Norden, östlich des Hindenburgplatzes, fügt sich die Plattenkolonie (Koordinaten), um 1918 errichtet, in die Alte Kolonie ein.

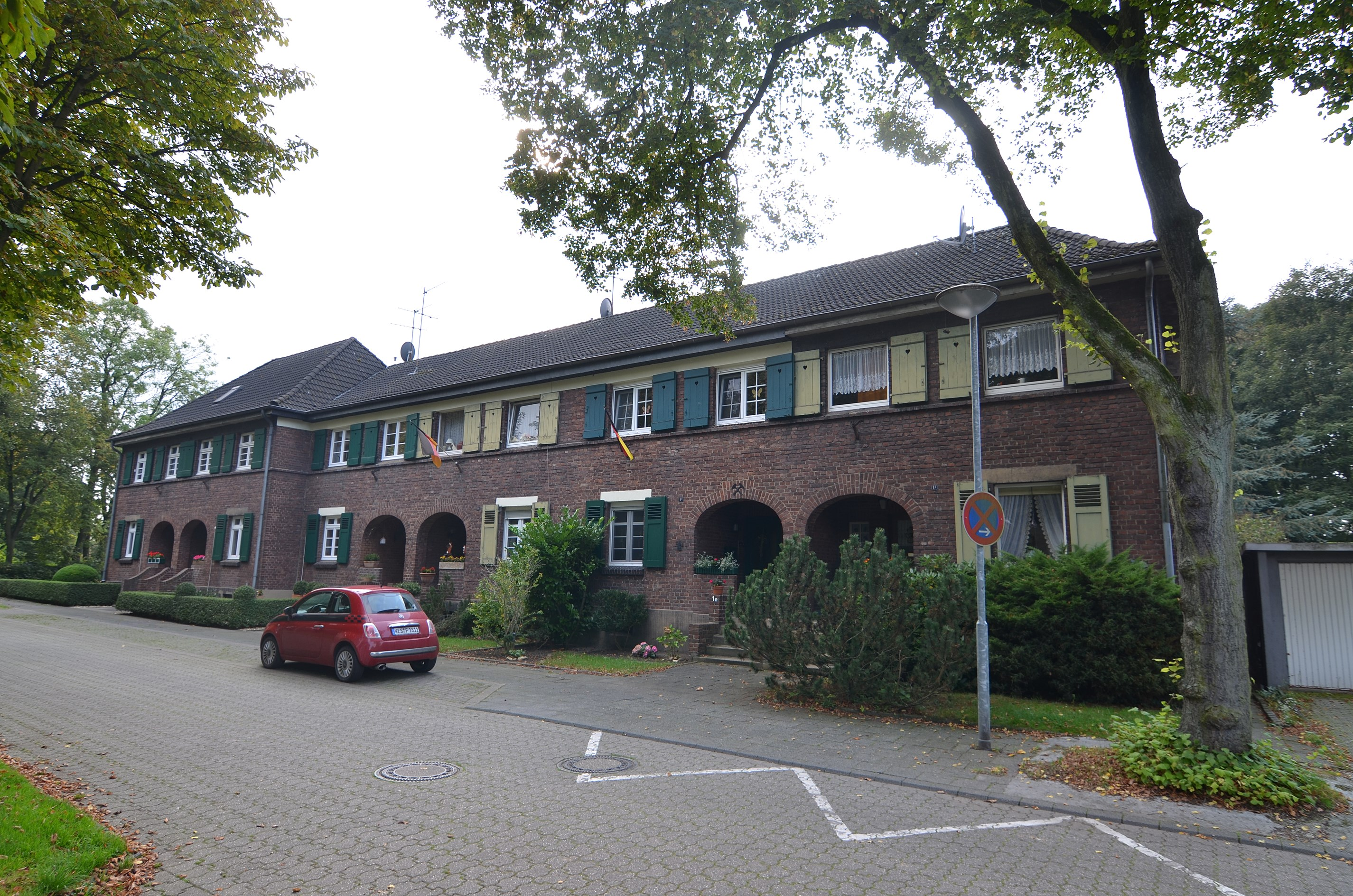
Alte Kolonie: Weddigenplatz 1
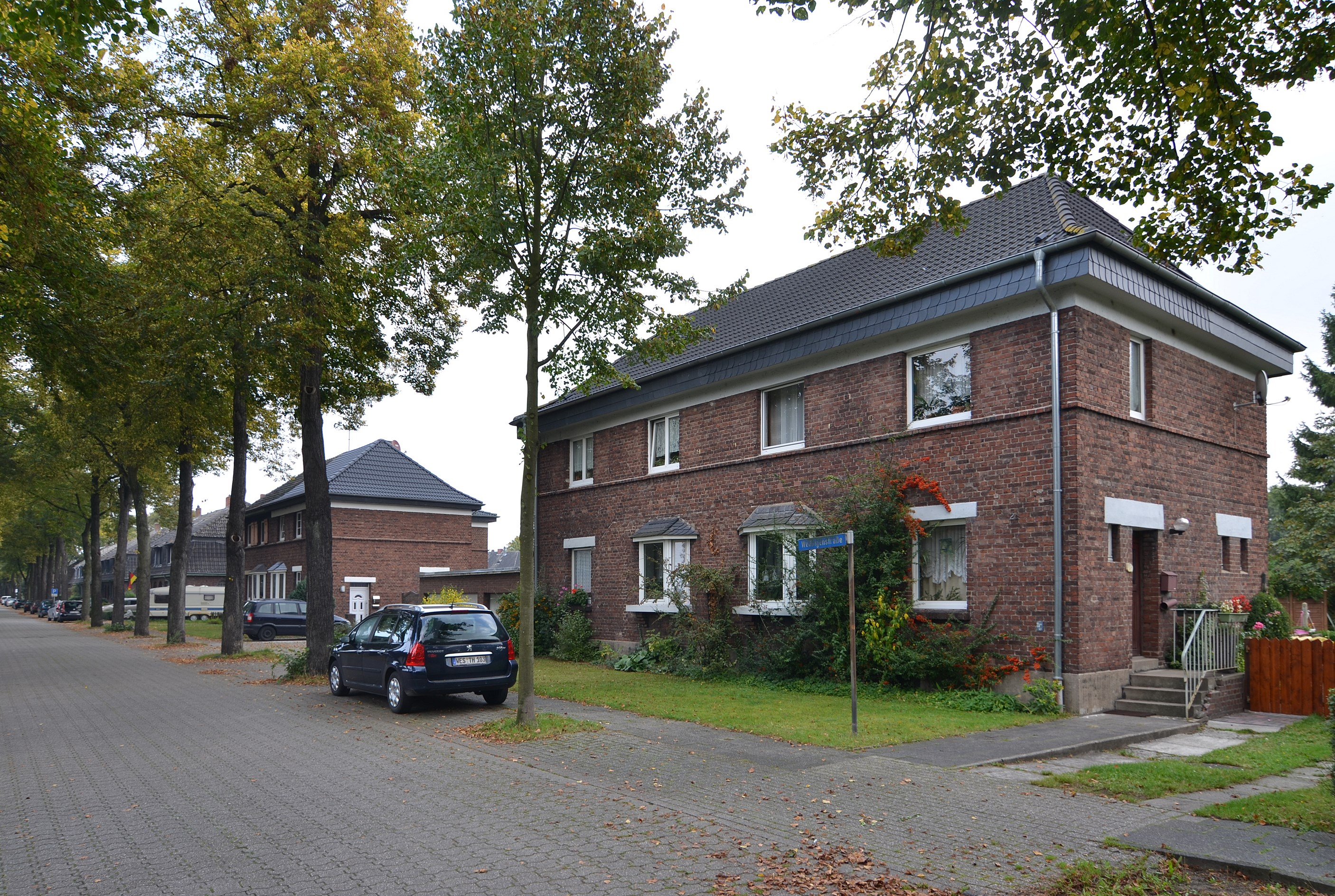
Alte Kolonie: Weddigenstraße
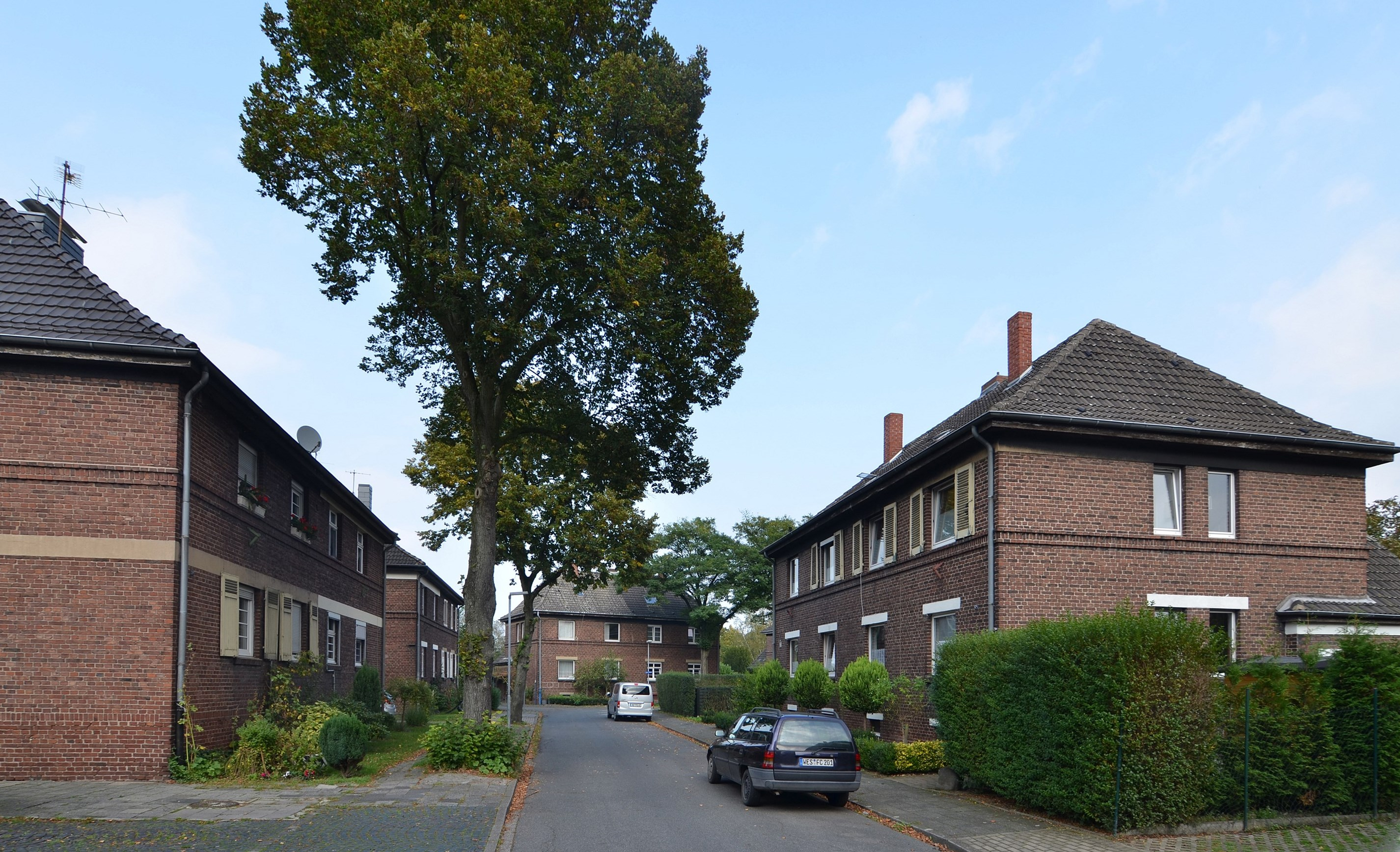
Alte Kolonie: Grabenstraße / Kurze Straße
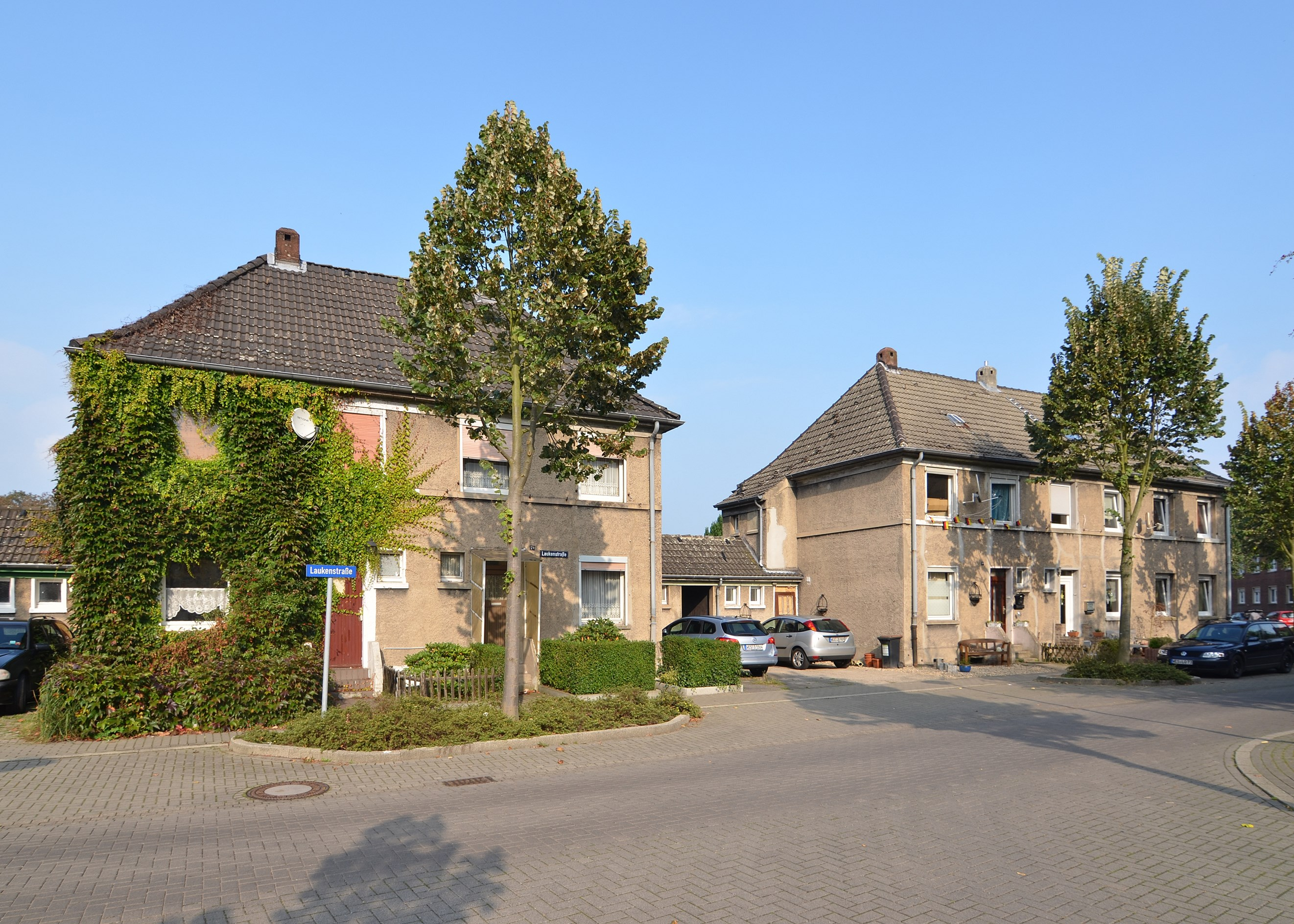
Plattenkolonie: Laukenstraße 9 a–c
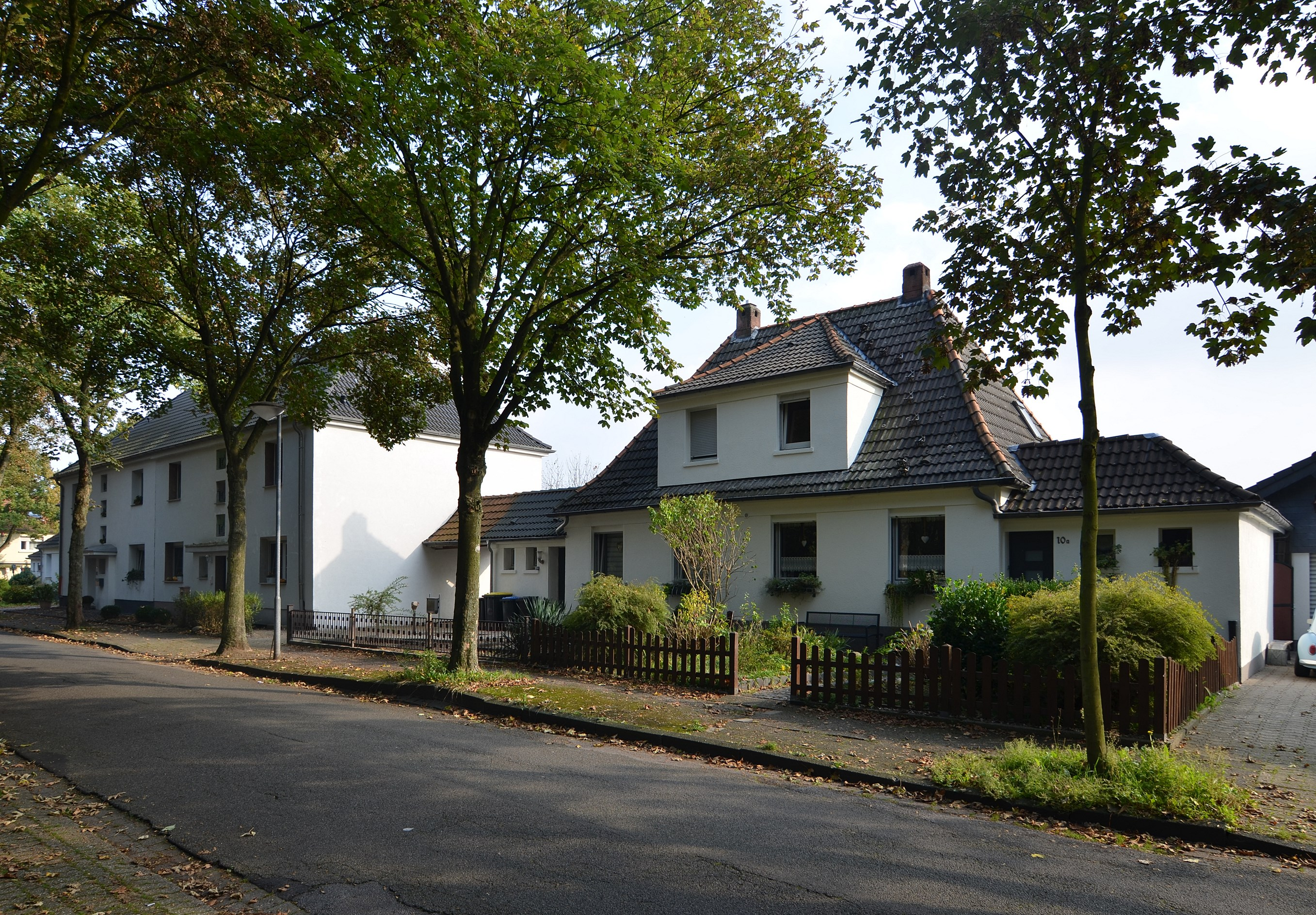
Plattenkolonie: Waldstraße 10, 12

## Neue Kolonie
Die Neue Kolonie (Koordinaten) entstand südlich der Zechenanlage zwischen 1926 und 1930. Die zweigeschossigen Blockhäuser sind rund um die Höfe vor- und zurückspringend angeordnet. Im Inneren lagen die Gärten mit den zentral angeordneten Stallungen. Die Eingänge zu den Häusern lagen auf der Hofseite. Die Ziegelfassaden weisen ebenfalls expressionistische Schmuckelemente aus, allerdings deutlich weniger als in der Alten Kolonie. Auffallend sind die geschweiften Schaugiebeln an sechs Häusern in der Etzoldstraße.

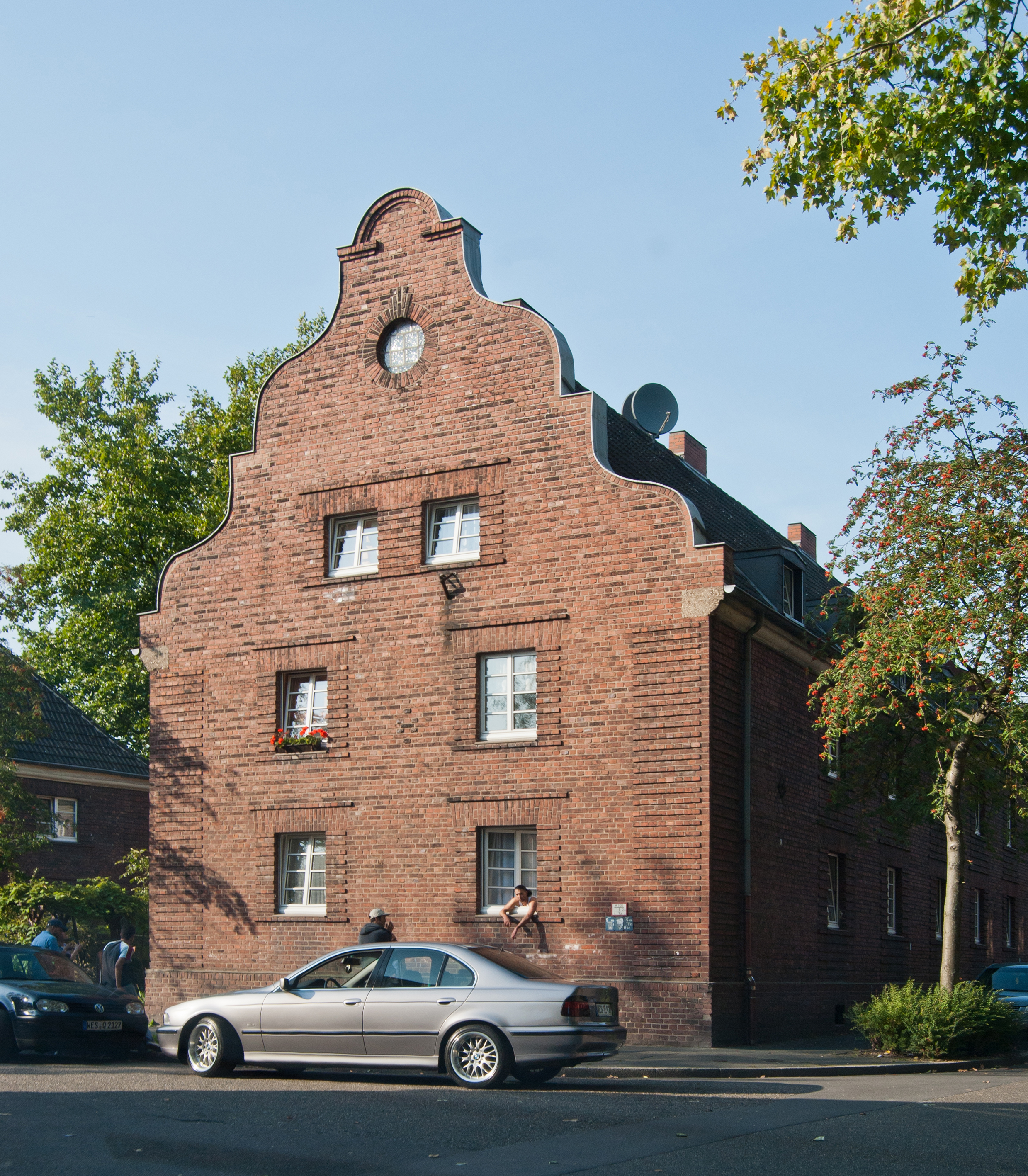
Giebelhaus Etzoldplatz 9
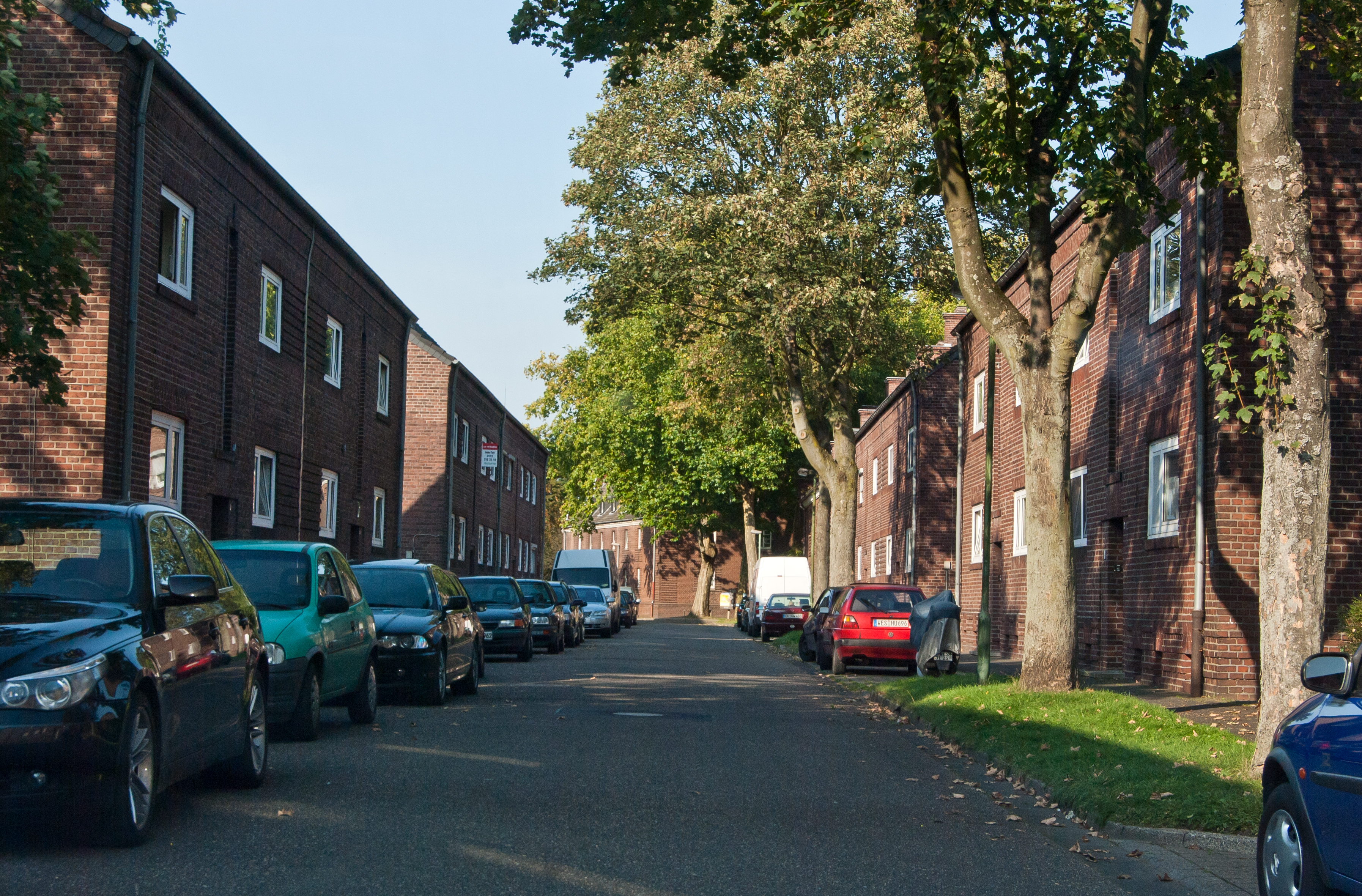
Etzoldstraße